# Stravaganzza
Stravaganzza és una formació musical d'origen madrileny. Sorgeix l'any 2004 i practica un gènere poc comercial a Espanya, encara que molt atractiu i addictiu. Parlem d'un heavy metal de cort gòtic, rude, progressiu, amb influències del metal extrem dels 90. Generalment, se'ls inclou en el subgènere de la música metal "darkmetal".

## Membres

### Actuals (des del 2006)
- Leo Jiménez - veu i guitarra rítmica
- Pepe Herrero - guitarra solista, teclats i orquestracions
- Carlos Expósito - bateria i percussions
- Patricio Babasasa - baix
- Fernando Martín - teclats
- Rodrigo Calderón - violí
- Aroa Martín - acords
- Noemí Pasca - ballarina
- Merche Guerra - ballarina
- Soraya Martín - ballarina
- Natalia Barrios - Body Painting

### Originals (2004 - 2006)
- Leo Jiménez - veu
- Pepe Herrero - guitarra
- Dani Pérez - bateria
- Edu Fernández - baix

## Discografia
- Primer Acto (2004)
- Sentimientos (Segundo Acto) (2005)
- Hijo del miedo (EP) (2006)
- Requiem (Tercer Acto) (2007)
- Raíces (Cuarto Acto) (2010)